# Pyrocephalus
Pyrocephalus is een geslacht van zangvogels uit de familie tirannen (Tyrannidae). Alle soorten van dit geslacht werden lang beschouwd als ondersoorten met onderling kleine verschillen in het verenkleed. In 2016 gepubliceerd fylogenetisch onderzoek leidde tot de opsplitsing in vier afzonderlijke soorten, waarbij de rode tiran de grootste verbreiding in Noord-, Midden- en Zuid-Amerika heeft en twee endemische soorten op de Galapagoseilanden waarvan er één soort is uitgestorven.

## Soorten
Het geslacht kent de volgende soorten:
- † Pyrocephalus dubius –  San-cristóbaltiran
- Pyrocephalus nanus –  Darwins tiran
- Pyrocephalus obscurus –  Rode tiran
- Pyrocephalus rubinus –  Scharlaken tiran